# モリーニ・ディ・トリオーラ
モリーニ・ディ・トリオーラ(伊: Molini di Triora)は、イタリア共和国リグーリア州インペリア県にある、人口約600人の基礎自治体（コムーネ）。

## 地理

### 位置・広がり

#### 隣接コムーネ
隣接するコムーネは以下の通り。
- バダルッコ
- バヤルド
- カステルヴィットーリオ
- モンタルト・カルパージオ (カルパージオ、モンタルト・リーグレ)
- モンテグロッソ・ピアン・ラッテ
- レッツォ
- トリオーラ

### 地震分類
イタリアの地震リスク階級 (it) では、3 に分類される
。

## 行政

### 分離集落
モリーニ・ディ・トリオーラには、以下の分離集落（フラツィオーネ）がある。
- Agaggio Inferiore, Agaggio Superiore, Andagna, Aigovo, Corte, Gavano, Glori, Perallo